# Wanindu Hasaranga
Wanindu Hasaranga (nacido el 29 de julio de 1997) es un jugador de críquet de Sri Lanka. En los premios anuales del Consejo Internacional de Críquet (ICC) en enero de 2022, Hasaranga fue incluido en el Equipo Internacional del Año ICC de los hombres One Day International y en el Equipo del Año ICC de los hombres Twenty20. En septiembre de 2021, Hasaranga fue incluido en el equipo de Sri Lanka para la Copa del Mundo Twenty20 masculina de la ICC de 2021.

## Carrera internacional
El 2 de julio de 2017, Hasaranga hizo su debut con Sri Lanka en One Day International Cricket contra Zimbabue. El 1 de septiembre de 2019 hizo su debut en el Twenty20 contra Nueva Zelanda. Hizo su debut en Test Cricket contra Sudáfrica el 26 de diciembre de 2020. En noviembre de 2021, logró la mejor clasificación de su carrera en la clasificación de bolos ICC Twenty20 cuando encabezó la clasificación por primera vez en su carrera.